# Erpetogomphus viperinus
Erpetogomphus viperinus là loài chuồn chuồn trong họ Gomphidae. Loài này được Selys mô tả khoa học đầu tiên năm 1868.